# Jolien Knollema

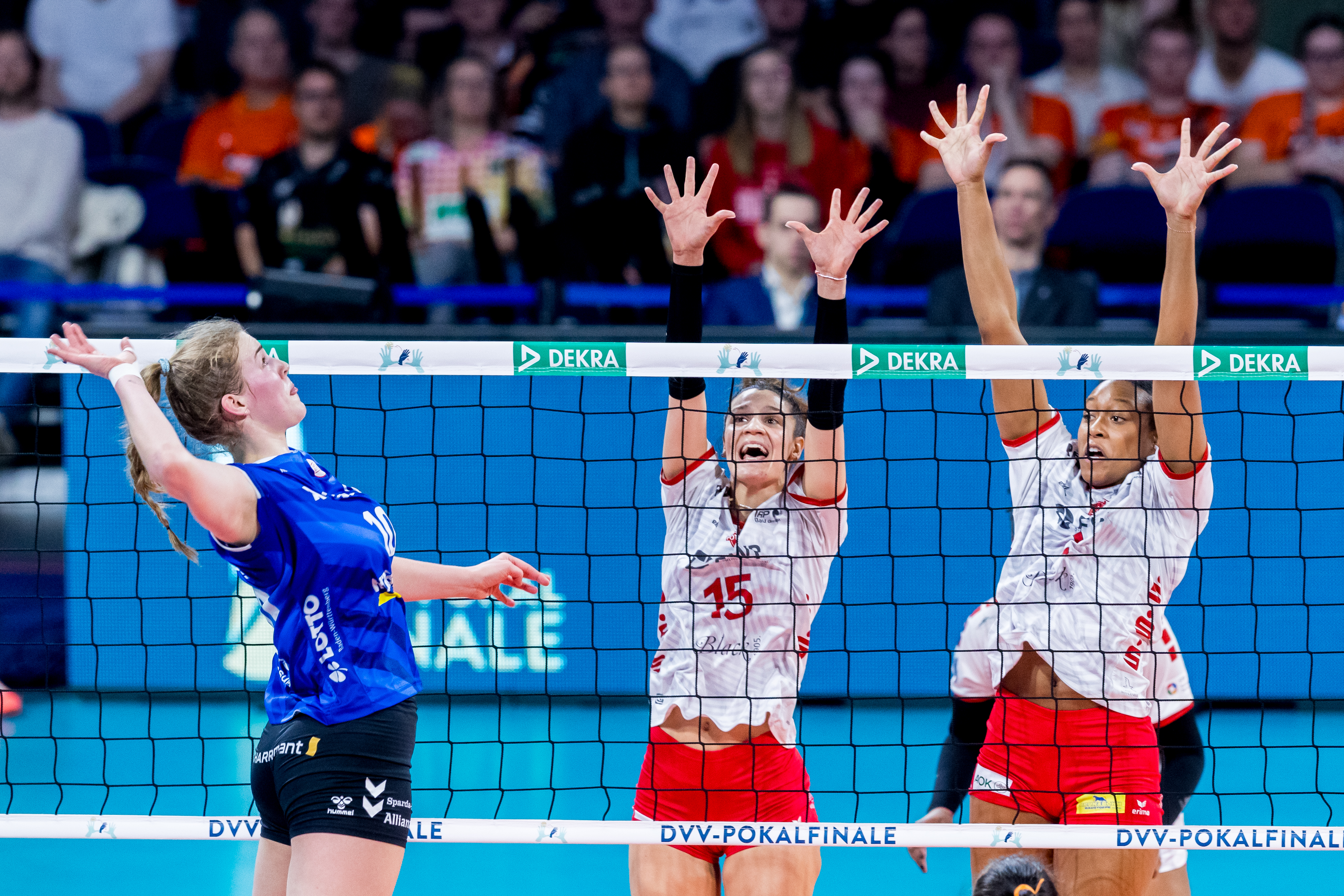
Jolien Knollema podczas ataku z lewego skrzydła w finale Pucharu Niemiec 2023/2024

Jolien Knollema (ur. 5 stycznia 2003 w Groningen) – holenderska siatkarka, grająca na pozycji przyjmującej, reprezentantka kraju.
22 maja 2022 roku zadebiutowała w seniorskiej kadrze Holandii w towarzyskim meczu przeciwko reprezentacji Francji.

## Sukcesy klubowe
Superpuchar Niemiec:
- 2023[7], 2024[8]

Puchar Niemiec:
- 2024[9]

Mistrzostwo Niemiec:
- 2024[10]

## Sukcesy reprezentacyjne
Mistrzostwa Świata Juniorek:
- 4. miejsce 2021[11]

Liga Narodów:
- 11. miejsce 2022[12]

Mistrzostwa Świata:
- 12. miejsce 2022[13]

Mistrzostwa Europy:
- 2023[14]

## Nagrody indywidualne
- 2021: Najlepsza przyjmująca Mistrzostw Świata Juniorek[15]